# Opus interrasile
 (février 2024).
Si vous disposez d'ouvrages ou d'articles de référence ou si vous connaissez des sites web de qualité traitant du thème abordé ici, merci de compléter l'article en donnant les références utiles à sa vérifiabilité et en les liant à la section « Notes et références ».

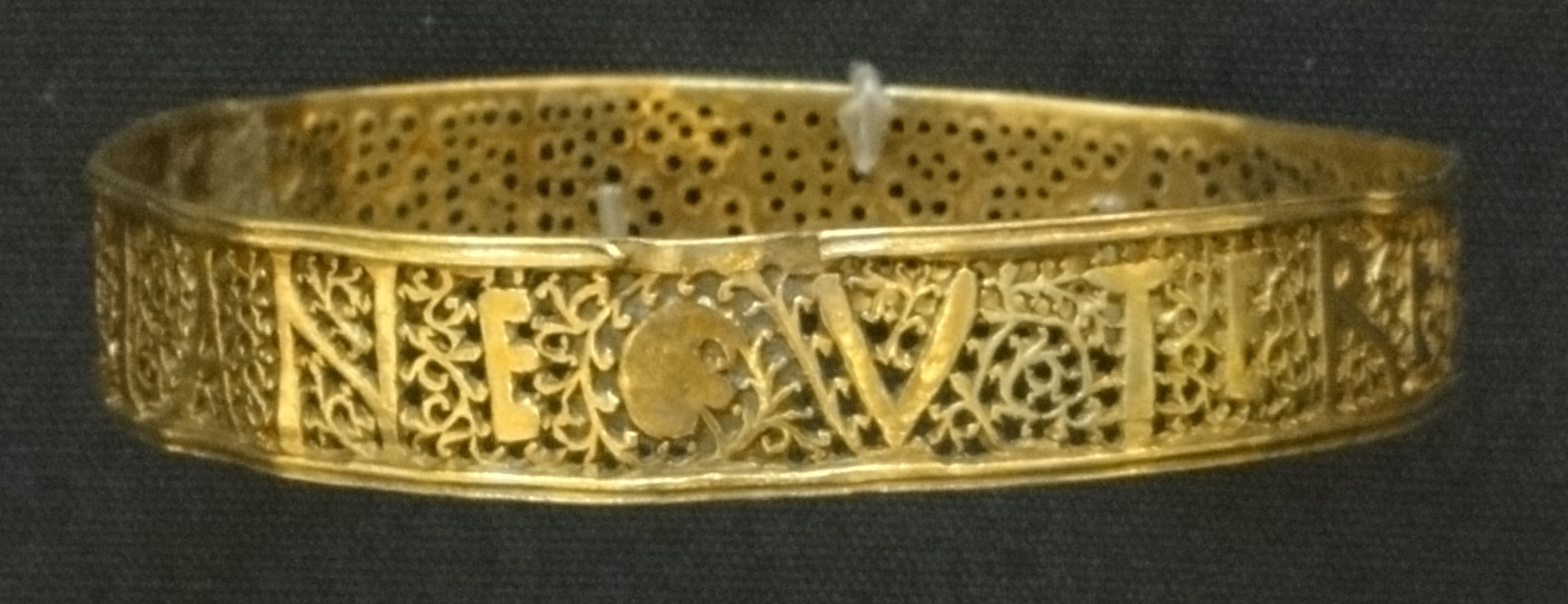
Ancien bracelet en or romain du trésor de Hoxne, trouvé en Grande-Bretagne et enterré après 407 AD. Le nom JULIANE est énoncé.

L'opus interrasile est une technique de joaillerie qui consiste à ajourer un objet en métal à l'aide d'un burin afin de créer un décor.
Cette technique a été utilisée à la fin de l'empire romain.
L'équivalent japonais est le Sukashibori (en).